# Šamudovce
Šamudovce je obec na Slovensku v okrese Michalovce.

## Polohopis
Šamudovce leží v severní části Východoslovenské nížiny v nadmořské výšce kolem 108 m n. m.

## Dějiny
Přímá zpráva o Šamudovcích je v listině krále Zikmunda z roku 1403 o darování části panství Pozdišovce šlechtici Mikulášovi ze Žbinců i jiným šlechticům. Šamudovce se vyskytují v písemnostech 15. a 16. století pod názvem Samogh, Samogy. Nejasný původ názvu zamlží i původ a čas vzniku vesnice.

## Kultura a zajímavosti

### Památky
- Řeckokatolický kostel Ochrany Přesvaté Bohorodičky, jednolodní barokně-klasicistní stavba s polygonálním ukončením presbytáře a představenou věží z roku 1801. Obnovou prošel v roce 1938, kdy vzniklo jeho současné zařízení. Interiér je zaklenut pruskými klenbami. Fasády chrámu jsou členěny lizénovými rámy a výraznou korunní římsou. Okna se šambránami jsou půlkruhově ukončeno. Věž je ukončena korunní římsou s terčíkem a jehlancovou helmicí

- Evangelický kostel, jednolodní neorománská stavba s pravoúhlým ukončením presbytáře a představenou věží z let 1928–1930. Autorem projektu kostela je architekt Karšek, stavitelem byl Jan Desző. Interiér je zaklenut valenou klenbou, nachází se zde oltář s obrazem Ježíše z doby vzniku kostela od M. Jordana z Prešova. Fasády kostela jsou dekorované obloučkovým vlysem, členěné lizénami a půlkruhově ukončenými okny. Věž je ve spodní části čtvercová, v horní oktogonálně ukončena jehlancovou helmicí.

## Obyvatelstvo

### Etnické složení
Údaje: Sčítání lidu, domů a bytů v roce 2011:
| Národnost  | Počet | Podíl (%) |
| ---------- | ----- | --------- |
| Slovenská  | 574   | 90,82     |
| Romská     | 36    | 5,70      |
| Rusínská   | 4     | 0,63      |
| Ukrajinská | 2     | 0,32      |
| Česká      | 1     | 0,16      |
| Ostatní    | 1     | 0,16      |
| Nezjištěno | 14    | 2,22      |